# Стойчо Милушев
Стойчо Стоилов Милушев, наричан Падежки и Американеца, е български просветен деец и революционер, деец на Българската комунистическа партия.

## Биография
Стойчо Милушев е роден в горноджумайското село Падеш, тогава в Османската империя. Изселва се в Горна Джумая. Завършва Солунската българска мъжка гимназия и работи като учител. Емигрира за кратко в Америка, където е общ работник. След завръщането си става член на БКП. Участва в Септемврийското въстание в 1923 година с Горноджумайския въстанически отряд. След разбиването на отряда е пленен. На 8 октомври 1923 година е изведен от затвора в Мехомия заедно с Борис Давидков и Ангел Кирков и тримата са убити от дейци на ВМРО.